# Mark III
Mark III — британский тяжелый танк времен Первой мировой войны. После Mark I в сентябре 1916 года британское правительство решило в 1917 году начать серийное производство улучшенного типа — Mark IV. Чтобы предотвратить нехватку танков для продолжения обучения, должны были быть построены два специальных учебных танка: Mark II и Mark III.

## История создания
Было построено 50 Mk III, 25 самцов с пушками (серийные номера 801-825) и столько же самок только с пулеметным вооружением (серийные номера 601-625). Во время поставки «самок», после нескольких танков, на эту версию был заменен новый тип барбета: поскольку меньше места требовалось только для пулеметов, барбет был сужен и укорочен для нижней части, так что была создана гораздо более легкая конструкция. Пространство внизу заполнял огромный двойной аварийный люк на боковой стенке танка. Раньше в задней части барбеты был люк, но он был только вдвое меньше, чем у «самцов», потому что наверху имелся двойной бронированный цилиндр для пулеметов. Еще одним заметным изменением стало то, что смотровые щели спереди были расположены выше.
В отличие от Mk II, насколько известно, Mk III никогда не отправлялся на фронт. До конца войны они использовались для тренировок в учебном лагере Бовингтон, тренируясь на огромной воссозданной траншейной системе и обычно без барбетов для улучшения вентиляции. Большинство Mk III отправилось в утиль.

## Описание конструкции
Разница между Mark II и Mark III должна была заключаться в том, что Mark II все еще мог быть построен в соответствии со старым дизайном Mark I, насколько это возможно, в то время как Mark III в идеале уже был бы Mark IV, хотя и из незакаленной стали. Однако эта установка в значительной степени потерпела неудачу. В Mark IV было так много задержек, что с Mark III можно было сделать лишь несколько улучшений по сравнению с Mark II. Наиболее важным из них было использование стальных листов толщиной 12 мм вместо 8, увеличение веса на полтонны и установка нового пулемета Льюиса.